# Papaipema fluxa
Papaipema fluxa är en fjärilsart som beskrevs av Bird. Papaipema fluxa ingår i släktet Papaipema och familjen nattflyn. Inga underarter finns listade i Catalogue of Life.